# Алексино (Приволжское сельское поселение)
Алексино — деревня в Кимрском районе Тверской области. Входит в состав Приволжского сельского поселения.

## География
Находится в юго-восточной части Тверской области на расстоянии приблизительно 12 км на север-северо-восток по прямой от районного центра города Кимры.

## История
Известна с 1628 года как пустошь. С 1775 известна как деревня из 8 дворов. В 1859 году здесь (деревня Калязинского уезда Тверской губернии) было учтено 17 дворов.

## Население
Численность населения: 56 человек (1775 год), 133 (1859 год), 14 (русские 100 %) в 2002 году, 13 в 2010.